# Michelle (lied)
Michelle is een lied geschreven door Paul McCartney en John Lennon, uitgebracht door The Beatles op het album Rubber Soul. Het nummer werd in een paar Europese landen, Nederland, Noorwegen en Oostenrijk, op single uitgebracht nadat The Overlanders met een coverversie er de hitparade mee haalden. In Nederland en Noorwegen werd Michelle een nummer 1-hit.

## Geschiedenis

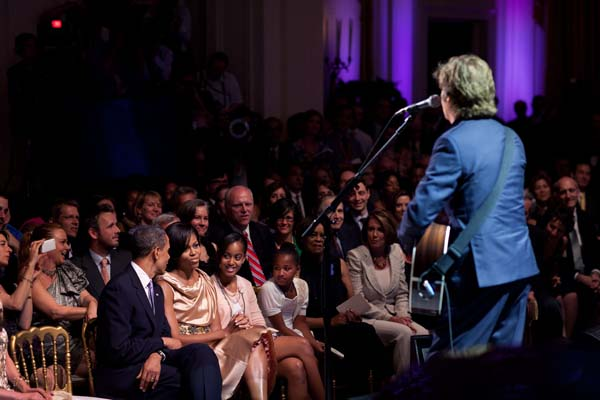
2 juni 2010: Paul McCartney zingt Michelle voor first lady Michelle Obama tijdens een receptie ter gelegenheid van de uitreiking van de Gershwin Prize.

Hoewel de credits, zoals bij de meeste Beatles-composities, op naam staan van de gezamenlijke songwriters Lennon-McCartney, is het nummer geschreven door Paul McCartney. Michelle stamt uit de tijd dat McCartney op een feestje met kunststudenten een student met een 'geitensik' een Frans liedje hoorde zingen. Paul, die de taal niet sprak, maakte er een liedje van met een quasi-Franse tekst. Het was in die tijd bij Britse studenten en kunstenaars in de mode om 'Frans te doen' – de populariteit van Juliette Gréco en Françoise Hardy was groot. 
Bij de samenstelling van Rubber Soul haalde John Lennon Paul over om er een echte song van te maken. Paul McCartney vroeg aan Jan Vaughan, een lerares Frans en de vrouw van zijn vriend Ivan Vaughan, om hem met de tekst te helpen. Michelle bevat dan ook een aantal regels in het Frans ("Michelle ma belle, sont des mots qui vont très bien ensemble", vertaling: "Michelle m'n liefje, dit zijn woorden die goed samengaan"). McCartney heeft Jan Vaughan betaald voor haar hulp, toen het liedje een succes bleek te zijn.
De song kreeg in 1966 een Grammy Award als 'Song of the Year' en de Ivor Novello Award als 'Most Performed Work of the Year', en dat terwijl Michelle (afgezien van een paar Europese landen) nergens als single werd uitgebracht, omdat dat stuitte op een veto van John Lennon. Paul McCartney heeft het liedje ook na de Beatles-periode regelmatig bij optredens gezongen. Toen hij in 2010 de Gershwin Prize kreeg, zong hij het liedje voor first lady Michelle Obama in het Witte Huis.

## Modenaam
In 1966 werden in Nederland 58 meisjes met de voornaam Michelle geboren, tegenover 31 in 1965. Dat is een stijging van 87% die waarschijnlijk voor het grootste deel toe te schrijven is aan de populariteit van het nummer.

## Bezetting
- Paul McCartney – leadzanger, basgitaar
- John Lennon – achtergrondzang, slaggitaar
- George Harrison – achtergrondzang, akoestische gitaar
- Ringo Starr – drums

## Hitnotering
| Michelle in de Nederlandse Top 40 – binnen 22-01-1966 | Michelle in de Nederlandse Top 40 – binnen 22-01-1966 | Michelle in de Nederlandse Top 40 – binnen 22-01-1966 | Michelle in de Nederlandse Top 40 – binnen 22-01-1966 | Michelle in de Nederlandse Top 40 – binnen 22-01-1966 | Michelle in de Nederlandse Top 40 – binnen 22-01-1966 | Michelle in de Nederlandse Top 40 – binnen 22-01-1966 | Michelle in de Nederlandse Top 40 – binnen 22-01-1966 | Michelle in de Nederlandse Top 40 – binnen 22-01-1966 | Michelle in de Nederlandse Top 40 – binnen 22-01-1966 | Michelle in de Nederlandse Top 40 – binnen 22-01-1966 | Michelle in de Nederlandse Top 40 – binnen 22-01-1966 | Michelle in de Nederlandse Top 40 – binnen 22-01-1966 | Michelle in de Nederlandse Top 40 – binnen 22-01-1966 | Michelle in de Nederlandse Top 40 – binnen 22-01-1966 | Michelle in de Nederlandse Top 40 – binnen 22-01-1966 | Michelle in de Nederlandse Top 40 – binnen 22-01-1966 | Michelle in de Nederlandse Top 40 – binnen 22-01-1966 |
| Week                                                  | 1                                                     | 2                                                     | 3                                                     | 4                                                     | 5                                                     | 6                                                     | 7                                                     | 8                                                     | 9                                                     | 10                                                    | 11                                                    | 12                                                    | 13                                                    | 14                                                    | 15                                                    | 16                                                    |                                                       |
| ----------------------------------------------------- | ----------------------------------------------------- | ----------------------------------------------------- | ----------------------------------------------------- | ----------------------------------------------------- | ----------------------------------------------------- | ----------------------------------------------------- | ----------------------------------------------------- | ----------------------------------------------------- | ----------------------------------------------------- | ----------------------------------------------------- | ----------------------------------------------------- | ----------------------------------------------------- | ----------------------------------------------------- | ----------------------------------------------------- | ----------------------------------------------------- | ----------------------------------------------------- | ----------------------------------------------------- |
| Nummer                                                | 39                                                    | 17                                                    | 6                                                     | 1                                                     | 1                                                     | 1                                                     | 1                                                     | 1                                                     | 2                                                     | 2                                                     | 4                                                     | 7                                                     | 7                                                     | 9                                                     | 22                                                    | 28                                                    | uit                                                   |

| Nummer | 1 | 1 | 1 | 1 | 1 | 2 | 2 | 3 | 4 | 5 | 8 | 12 | uit |

### Evergreen Top 1000
| Evergreen Top 1000 Michelle | Evergreen Top 1000 Michelle | Evergreen Top 1000 Michelle | Evergreen Top 1000 Michelle | Evergreen Top 1000 Michelle | Evergreen Top 1000 Michelle | Evergreen Top 1000 Michelle | Evergreen Top 1000 Michelle | Evergreen Top 1000 Michelle | Evergreen Top 1000 Michelle | Evergreen Top 1000 Michelle | Evergreen Top 1000 Michelle | Evergreen Top 1000 Michelle | Evergreen Top 1000 Michelle | Evergreen Top 1000 Michelle | Evergreen Top 1000 Michelle |
| Jaar                        | 2008                        | 2009                        | 2010                        | 2011                        | 2012                        | 2013                        | 2014                        | 2015                        | 2016                        | 2017                        | 2018                        | 2019                        | 2020                        | 2021                        | 2022                        |
| --------------------------- | --------------------------- | --------------------------- | --------------------------- | --------------------------- | --------------------------- | --------------------------- | --------------------------- | --------------------------- | --------------------------- | --------------------------- | --------------------------- | --------------------------- | --------------------------- | --------------------------- | --------------------------- |
| Positie                     | 26                          | 22                          | 29                          | 45                          | 40                          | 83                          | 113                         | 273                         | 138                         | 206                         | 252                         | 305                         | 268                         | 372                         | 332                         |

### NPO Radio 2 Top 2000
Michelle staat vanaf 1999 genoteerd in de Radio 2 Top 2000, het jaar waarin deze lijst ook voor de eerste maal werd samengesteld en uitgezonden. In 2007 behaalde het nummer zijn hoogste positie tot nu toe, 279.

| Nummer met noteringen in de NPO Radio 2 Top 2000 | '99 | '00 | '01 | '02 | '03 | '04 | '05 | '06 | '07 | '08 | '09 | '10 | '11 | '12 | '13 | '14 | '15 | '16 | '17 | '18  | '19  | '20  | '21  | '22  | '23  | '24  |
| ------------------------------------------------ | --- | --- | --- | --- | --- | --- | --- | --- | --- | --- | --- | --- | --- | --- | --- | --- | --- | --- | --- | ---- | ---- | ---- | ---- | ---- | ---- | ---- |
| Michelle                                         | 287 | 329 | 345 | 388 | 356 | 376 | 325 | 321 | 279 | 312 | 349 | 367 | 501 | 595 | 660 | 703 | 893 | 788 | 890 | 1130 | 1114 | 1136 | 1188 | 1410 | 1267 | 1320 |

1. ↑  Een vetgedrukt getal geeft de hoogste notering aan.

## Coverversies
Behalve de versie van The Overlanders bestaan nog diverse andere covers, waaronder die van:
- The Spokesmen. Deze versie kwam al in december 1965, dezelfde maand dat Rubber Soul uitkwam, op single uit. De plaat deed echter niets.
- David and Jonathan. Hun versie kwam als single uit, in dezelfde tijd als de versie van The Overlanders. In het Verenigd Koninkrijk legden David and Jonathan het af tegen The Overlanders (nummer 11, respectievelijk 1 in de UK Singles Chart), maar in de Verenigde Staten wonnen David and Jonathan met een 18e plaats in de Billboard Hot 100.
- Paul Mauriat op zijn album Mauriat Magic (1967).
- Booker T. & the M.G.'s op het album The Booker T Set (1969).
- The Ventures op hun 10th Anniversary Album (1970).
- Xaviera Hollander op haar album Xaviera! (1973).
- James Last op het album James Last spielt die grössten Songs von The Beatles (1983).
- Tommy Emmanuel op het album Up from Down Under (1987).
- Mango op het album Disincanto (2002).